# قاضی‌پور-۴
قاضی‌پور-۴ (به لاتین: Gazipur-4) یک منطقهٔ مسکونی در بنگلادش است که در ناحیه قاضی‌پور واقع شده‌است.